# 高取 (広島市)
高取（たかとり）は、広島県広島市安佐南区の地域の一つ。

## 概要
北部は荒谷山、南は武田山に挟まれ、この南北の山の麓に流れている安川流域一帯で、古の伊福鄕、後の安の庄の一部。上安村の一部であったが天正年間に分村した。
高取村は、江戸期からの村名で、安芸国沼田郡（もと佐東郡）に属する広島藩領で、廃藩置県後1888年（明治21年）まで、広島県沼田郡高取村。1889年（明治22年）大合併時、沼田郡大町村、上安村、中須村、高取村、相田村、長楽寺村の6村が合併し沼田郡安村となる。
太平洋戦争後の1955年（昭和30年）に安佐郡古市町と合併し安佐郡安古市町となる。1973年（昭和48年）に、広島市と合併し広島市安古市町。1980年（昭和55年）広島市が政令指定都市に指定され広島市安佐南区高取南、高取北、高取南町となる。

## 文化財
- 光明寺 - 長瀧山と號す。1279(弘安2)年、現在の北広島町古保利の福光寺第28世の権大僧都:慈教が夜珠の庄に一宇を建立し、圓妙院(真言宗)と称した。古くは武田氏の祈祷所であり、1300(正安2)年に武田信隆より寄進された鰐口は、広島県内では最古の物とみられ、大変に貴重な文物とされている。1460(寛正元)年、圓妙院第13代の性空が本願寺宗主の蓮如上人に弟子入りし、名を蓮空と改め、真言宗から浄土真宗へ改宗された。1498(明応7)年、空円房釋祐了が長瀧山圓妙院光明寺と公称する。第24世の遠藤治宣は、中国放送(RCC)の元スポーツディレクターで、RCCテレビがゴールデンタイムに自社製作していた情報番組「西田篤史の週刊パパタイム」にも出演していた。また、2000(平成12)年4月8日〜2007(平成19)年3月31日までRCCラジオの土曜朝のワイド番組「治宣の千客万来」のパーソナリティーも務めていた。

## 主な施設

### 公共施設
- 広島県警安佐南警察安交番

#### 小学校
- 広島市立安北小学校
- 広島市立安西小学校

#### 中学校
- 広島市立高取北中学校
- 広島市立安西中学校

#### 高等学校
- 広島県立安西高等学校

### 社寺
- 大元神社

## 交通
- 広島高速交通広島新交通1号線（アストラムライン） 高取駅
- 広電バス（あさひが丘線、沼田ループ線）
- フォーブル（第一・第二高取団地線線、東亜ハイツ線、瀬戸内ハイツ線 ／ ふじが丘団地線）
- エンゼルキャブ

## 道路
- 県道広島豊平線（安川通り）
- 山陽自動車道

## 住居表示
広島県広島市安佐南区高取南
- 1丁目
- 2丁目
- 3丁目

広島県広島市安佐南区高取北
- 1丁目
- 2丁目
- 3丁目
- 4丁目

広島県広島市安佐南区高取南町